# Expend4bles
Expend4bles, ook bekend als The Expendables 4, is een Amerikaanse actiefilm uit 2023, het vierde deel in The Expendables-serie, geregisseerd door Scott Waugh, met Jason Statham en Sylvester Stallone in de hoofdrol. De film ontving overwegend negatieve recensies en haalde slechts de helft van zijn budget op in de bioscopen.

## Verhaal
Uitgerust met elk wapen dat ze kunnen bemachtigen, vormen de Expendables de laatste verdedigingslinie van de wereld en het team dat wordt ingeschakeld wanneer alle andere opties van tafel zijn.

## Rolverdeling
| Acteur                   | Personage      |
| ------------------------ | -------------- |
| Jason Statham            | Lee Christmas  |
| Sylvester Stallone       | Barney Ross    |
| Curtis "50 Cent" Jackson | Easy Day       |
| Megan Fox                | Gina           |
| Dolph Lundgren           | Gunner Jensen  |
| Tony Jaa                 | Decha Unai     |
| Iko Uwais                | Suarto Rahmat  |
| Randy Couture            | Toll Road      |
| Jacob Scipio             | Galan          |
| Levy Tran                | Lash           |
| Andy García              | Marsh / Ocelot |
| Sheila Shah              | Mandy / Adele  |
| Eddie Hall               | buitenwipper   |